# قارچ یال شیر
Hericium erinaceus (همچنین به نام قارچ یال شیر، قارچ کشیش کوهی یا قارچ دندان ریش دار نیز نامیده می شود) یک قارچ خوراکی متعلق به گروه قارچ های دندانی است .  بومی آمریکای شمالی ، اروپا و آسیا است و با خارهای بلندش (بیشتر از 1 سانتی متر طول) قابل شناسایی است، روی چوب های سخت رشد میکند و تمایل به رشد یک دسته خارهای آویزان دارد. بدنه های میوه را می توان برای استفاده در آشپزی برداشت کرد.
Hericium erinaceus را می توان با گونه های دیگر Hericium اشتباه گرفت که در همان محدوده رشد می کنند. در طبیعت، این قارچ ها در اواخر تابستان و پاییز در چوب های سخت، به ویژه راش و افرا آمریکایی رایج هستند. معمولا H. erinaceus ساپروفیت در نظر گرفته می شود، زیرا بیشتر از درختان مرده تغذیه می کند. با این حال، آن را می توان در درختان زنده نیز یافت، بنابراین ممکن است یک انگل درختی باشد. این می تواند نشان دهنده یک زیستگاه اندوفیت باشد.
هر دو نام جنس لاتین Hericium و نام گونه erinaceus در لاتین به معنای "جوجه تیغی" است. همچنین با نام آلمانی، Igel-Stachelbart (به معنای واقعی کلمه، بز جوجه تیغی )، و برخی از نام های رایج انگلیسی آن، مانند خارپشت ریش دار و قارچ جوجه تیغی منعکس شده است.

## مرفولوژی
بدن میوه H. erinaceus توبرکول های پیازی بزرگ و نامنظم هستند. قطر آنها ۵–۴۰ سانتیمتر (۲٫۰–۱۵٫۷ اینچ) است،  و توسط خارهای شلوغ، آویزان، تولید کننده هاگ، که 1 تا 5 سانتیمتر طول یا بیشتر دارند غالب هستند.  رنگ بدن و خارهای میوه سفید مایل به کرم است، اما در سنین بالا می تواند زرد مایل به قهوه ای شود.
Hericium erinaceus میوه های خوراکی تولید می کند که به عنوان غذا و در طب سنتی کاربرد دارد. برخی از منابع آن را غیرقابل خوردن می دانند.

### استفاده در آشپزی

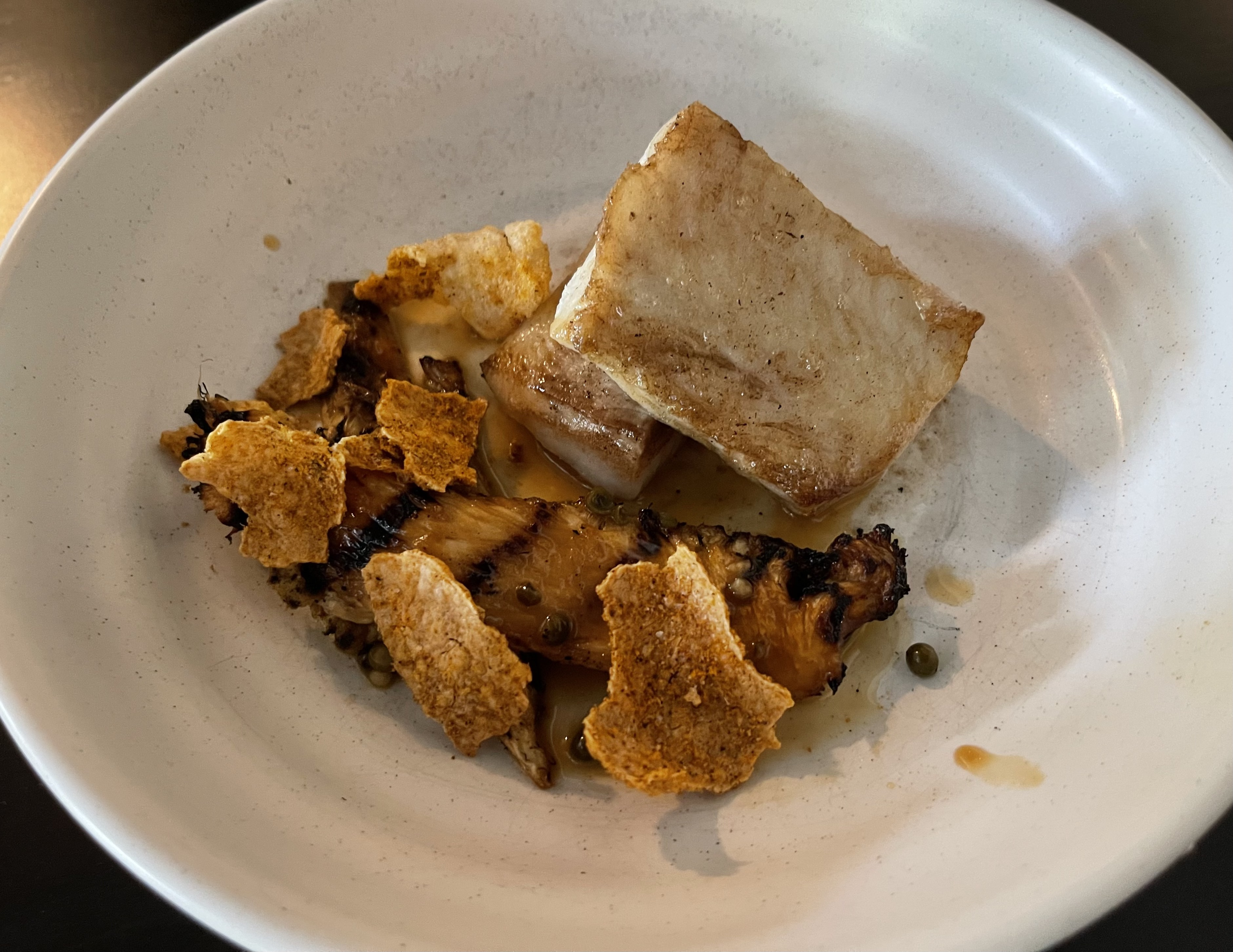
ماهی کاد سنگی با هریکیوم اریناسیوس کبابی در Beholder در ایندیاناپولیس، ایندیانا.

Hericium erinaceus در آشپزی لذیذ رایج است. نمونه های جوان بهترین در نظر گرفته می شوند.  در کنار قارچ های شیتاکه ( Lentinus edodes ) و صدف ( Pleurotus ostreatus )، H. erinaceus به عنوان یک قارچ تخصصی استفاده می شود. طعم آن را می توان با طعم خرچنگ مقایسه کرد. تولید قارچ های تخصصی در ایالات متحده بین سال های 2010 تا 2018 حدود 23 درصد افزایش یافته و از 16 به 20 میلیون پوند (7 تا 9 میلیون کیلوگرم) رسیده است.
بدن باردهی هریسیم اریناسئوس حاوی 57 درصد کربوهیدرات (8 درصد به عنوان فیبر رژیمی )، 4 درصد چربی و 22 درصد پروتئین است.

### فیتوکمیکال ها
Hericium erinaceus حاوی مواد شیمیایی گیاهی متنوعی از جمله پلی ساکاریدها مانند β-گلوکان و همچنین هریسنون ها و اریناسین ها می باشد. از اسانس آن، 77 ترکیب معطر و طعم دهنده شناسایی شد که شامل اسید هگزا دکانوئیک (26 درصد از ترکیب کل روغن)، اسید لینولئیک (13 درصد)، فنیل استالدئید (9 درصد) و بنزآلدئید (3 درصد) و سایر روغن ها مانند 2-متیل-3-فورانتیول، 2-اتیل پیرازین و 2،6-دی اتیل پیرازین. غلظت کمی از ارگوسترول در آن وجود دارد.
- قارچ های دارویی

1. 1 2 3 4 5 6  "Lion's mane mushroom". Drugs.com. 23 November 2020. Retrieved 2 September 2021.
2. ↑  Sokół, Sławomir; Golak-Siwulska, Iwona; Sobieralski, Krzysztof; Siwulski, Marek; Górka, Katarzyna (2016-01-29). "Biology, cultivation, and medicinal functions of the mushroom Hericium erinaceum". Acta Mycologica (به انگلیسی). 50 (2). doi:10.5586/am.1069. ISSN 2353-074X.
3. ↑  Wald, Paul; Pitkkänen, Sini; Boddy, Lynne (December 2004). "Interspecific interactions between the rare tooth fungi Creolophus cirrhatus, Hericium erinaceus and H. coralloides and other wood decay species in agar and wood". Mycological Research. 108 (12): 1447–1457. doi:10.1017/s0953756204001340. ISSN 0953-7562. PMID 15757181.
4. ↑  "Hericium erinaceus (Bull.) Pers. | Plants of the World Online | Kew Science". Plants of the World Online (به انگلیسی). Archived from the original on 16 February 2021. Retrieved 2020-11-05.
5. 1 2  "Lion's Mane: A new candidate for profitable forest mushroom cultivation". Cornell Small Farms (به انگلیسی). 2015-04-06. Retrieved 2020-11-26.
6. ↑  Royse, Daniel J. (2010-07-29), "Speciality Mushrooms and Their Cultivation", Horticultural Reviews, Oxford, UK: John Wiley & Sons, Inc.: 59–97, doi:10.1002/9780470650622.ch2, ISBN 978-0-470-65062-2, retrieved 2020-11-06
7. ↑  Grace, Jeanne; Mudge, Kenneth W. (2015-06-01). "Production of Hericium sp. (Lion's Mane) mushrooms on totem logs in a forest farming system". Agroforestry Systems (به انگلیسی). 89 (3): 549–556. doi:10.1007/s10457-015-9790-1. ISSN 1572-9680.
8. ↑  "USDA/NASS QuickStats Ad-hoc Query Tool". quickstats.nass.usda.gov. Retrieved 2020-11-06.
9. ↑  Mau, Jeng-Leun; Lin, Hsiu-Ching; Ma, Jung-Tsun; Song, Si-Fu (June 2001). "Non-volatile taste components of several speciality mushrooms". Food Chemistry (به انگلیسی). 73 (4): 461–466. doi:10.1016/S0308-8146(00)00330-7.
10. ↑  Miyazawa, Mitsuo; Matsuda, Naoki; Tamura, Naotaka; Ishikawa, Ryuuzou (8 December 2011). "Characteristic Flavor of Volatile Oil from Dried Fruiting Bodies of Hericium erinaceus (Bull.: Fr.) Pers". Journal of Essential Oil Research (به انگلیسی). 20 (5): 420–423. doi:10.1080/10412905.2008.9700046. ISSN 1041-2905.